# Patrick Jeskowiak
Patrick Jeskowiak est un footballeur français, né le 23 octobre 1954 à Trith-Saint-Léger dans le département du Nord. Cet ailier rejoint à l'âge de 16 ans l'US Valenciennes-Anzin. Il évolue ensuite au FC Sochaux.

## Biographie
Patrick Jeskowiak fait ses premières apparitions en D1 avec Valenciennes en 1973 avec les autres jeunes pousses du club Didier Six, Dominique Dropsy ou Pierre Neubert. Il effectue ensuite les deux saisons de D2 avec Valenciennes (1973-1975) et contribue largement à la remontée du club en 1975 avec ses compères de l'attaque Bruno Zaremba et Didier Six. Il termine avec Valenciennes 10e de D1 à l'occasion de la saison 1975-1976.
Ses bonnes performances lui valent d'être appelé par Henri Guérin en équipe de France A' le 27 mars 1976 face au Luxembourg. Un mois plus tard, il est sélectionné en équipe de France le 24 avril 1976 à Lens pour la rencontre France-Pologne en compagnie de l'autre Valenciennois Didier Six. Il n'entre cependant pas en jeu. En 1977-1978, il effectue sa dernière saison avec l'USVA, et prend la direction de Sochaux.
Il participe en compagnie de Yannick Stopyra à l'aventure européenne du FC Sochaux-Montbéliard avec un match et un but en Coupe UEFA en 1980/1981 face au Servette de Genève (1/32e de finale aller).

## Carrière de joueur
- avant 1972 :  CO Trith-Saint-Léger
- 1972-1978 :  US Valenciennes-Anzin
- 1978-1981 :  FC Sochaux-Montbéliard
- 1981-1985 :  ASM Belfort[3]

## Palmarès
- Champion de France de D2 (Groupe A) en 1975 avec Valenciennes

## Statistiques
- 132 matchs et 27 buts en Division 1
- 45 matchs et 7 buts en Division 2
- 1 match et 1 but en Coupe de l'UEFA